# .ye
.ye ist die länderspezifische Top-Level-Domain (ccTLD) des Jemen. Sie wurde am 19. August 1996 eingeführt und wird seitdem durch das Unternehmen TeleYemen mit Sitz in Sanaa verwaltet.
Neben .ye gibt es eine Reihe von Domains auf zweiter Ebene, wie beispielsweise .com.ye oder .net.ye.